# أوسكار بينيتيز
أوسكار بينيتيز (بالإسبانية: Oscar Benítez)‏ هو لاعب كرة قدم أرجنتيني في مركز نصف الجناح، ولد في 14 يناير 1993 في مدينة أدروغي في الأرجنتين. لعب مع نادي لانوس.

## وصلات خارجية
- أوسكار بينيتيز على موقع قاعدة بيانات كرة القدم.إي يو (الإنجليزية)
- أوسكار بينيتيز على موقع Soccerway.com (الإنجليزية)